# Juan Zambudio Velasco
 Juan Zambudio Velasco (* 14. November 1922 in Jumilla; † 21. Januar 2004 in Igualada) war ein spanischer Fußballspieler.

## Karriere
Velasco spielte von 1942 bis 1956 für den FC Barcelona. In dieser Zeit konnte er fünf spanische Meisterschaften gewinnen und erhielt in der Saison 1947/48 die Trofeo Zamora für den Torwart mit den wenigsten Gegentoren. Mit Beginn der 1950er Jahre wurde er durch den aufstrebenden Antoni Ramallets mehr und mehr auf die Bank verdrängt, so dass er kaum noch zu Einsätzen kam.
Zwischen 1944 und 1948 bestritt Velasco ferner zwei Spiele für die katalanische Fußballauswahl.
Nach seiner Zeit als Spieler war er noch bei diversen unterklassigen katalanischen Vereinen als Trainer tätig.

## Erfolge
- Spanischer Meister: 1945, 1948, 1949, 1952, 1953
- Copa del Generalísimo: 1951, 1952, 1953
- Copa Latina: 1949, 1952
- Copa de Oro Argentina: 1945
- Copa Eva Duarte: 1948, 1952, 1953
- Trofeo Zamora: 1948